# Gérard Beau de Loménie
Pour les articles homonymes, voir Beau (homonymie) et Beau de Loménie.
Gérard Henri Beau de Loménie, né à Paris le 23 janvier 1895 et mort à Bayonne le 10 novembre 1974, est un architecte français.

## Biographie
Petit-fils de Louis de Loménie, membre de la Société des architectes diplômés par le gouvernement et de la Société des artistes français, il expose au Salon des artistes français de 1925 à 1931, y obtient en 1931 une mention honorable et participe en 1925 à l'Exposition des arts décoratifs. 
Beau de Loménie est célèbre pour avoir restauré le château des Brouillards à Montmartre. 